# Silahdar Hamza Mahir Paixà
Silahdar Hamza Mahir Paşa (Develi Kara Hisar 1727/1728-Gal·lípoli 1768) fou un gran visir otomà fill d'un terratinent anomenat Mehmet.

## Biografia
Va començar una carrera administrativa en la qual va progressar ràpidament i va esdevenir favorit del príncep Mustafà i quan aquesta va pujar al tron com Mustafà III el 20 d'octubre de 1747, el va nomenar el seu sihladar (que va incorporar al seu nom), i poc després li va donar el rang de visir (juny de 1758) i el va prometre a una princesa de nom Hibet Allah la qual no obstant va morir quatre anys després (juliol de 1762). Va exercir diversos governs a llocs variats de l'imperi (almenys dotze governs entre 1759 i 1768); va caure temporalment en desgràcia el 1765 sent desterrat a Dimetoka i perdent el seu rang, però va recuperar aquest i el favor reial al cap de pocs mesos. El 1766 fou nomenat governador d'Egipte i va entrar en conflicte amb els amirs mamelucs i Ali Bey (shaykh al-balad) sent expulsat del país l'abril de l'any següent. Després fou nomenat governador d'Anadolu.
El 1768 el sultà va decidir trencar amb Rússia; el gran visir Muhsinzade Mehmed Pasha i el Shaykh al-Islam s'hi van oposar, i el primer fou destituït el 7 d'agost de 1768 i l'incondicional Salihdar Hamza Pasha nomenat al seu lloc el 3 de setembre. Seguint ordes del sultà va fer aprovar pel consell un ultimàtum a Rússia el 4 d'octubre i quan el resident rus Obreskow va refusar els seus termes, fou empresonat a Yedikile (6 d'octubre). Va esclatar la guerra però el gran visir fou revocat el 17 d'octubre de 1768 abans de l'inici efectiu de les hostilitats, probablement per instigació del kan de Crimea, i oficialment par haver patit un atac de demència.
Fou nomenat governador de Creta però va morir de camí, a Gal·lípoli, a finals d'octubre de 1768.